# Baldi's Basics in Education and Learning
『Baldi's Basics in Education and Learning』（バルディズ ベーシックス イン エデュケーション アンド ラーニング）は、アメリカのインディーゲームクリエイターであるミカ・マクゴニガル（Micah McGonigal、別名: mystman12）が制作および開発した2018年のパロディホラーゲーム。略称は『Baldi's Basics』、『Baldi's Basics Classic』。
1990年代の教育ゲームを、貧弱なグラフィックや同類のテーマ（『Sonic's Schoolhouse』、『I.M. Meen』、『3D Dinosaur Adventure』など）を通してパロディー化している。itch.ioにてMicrosoft WindowsおよびmacOS向けのベータ版が2018年3月31日にリリースされた。追加コンテンツとストーリーモードを収録した完全版『Baldi's Basics Plus』が2020年6月12日に早期アクセスで公開されたほか、本作の細部を変更し、いくつかの追加要素を加えた『Baldi's Basics Classic Remastered』が2022年10月21日にリリースされた。他にも『Baldi`s Basics』をモチーフにした曲『Basic In Behavior』が作曲されるなど様々なユーザーから愛されている。

## システム
本作は一人称視点のサバイバルホラーゲームであり、グラフィックは1990年代のコンピュータのグラフィックと似ている。教師のBaldi（本項では「バルディ」と表記）に捕まることなく、様々なイベントを強制してくる他の生徒や教職員からの妨害を回避し、7つのノートを全て見つけ、校舎から脱出しなければならない。それぞれのノートを回収する際に単純な算数の問題を3問出題されるが、3問目の問題は2つ目以降のノートでは出題内容が読めず、正解が不可能となる。プレイヤーが問題を間違え続けると、バルディの追いかけるスピードが速くなり、逃げるのが困難になっていく。
プレイヤーが全てのノートを集めると、校内が赤く染まり、バルディが「GET OUT WHILE YOU STILL CAN!!!（今の内に逃げろ）」と叫ぶなど校舎からの早急な脱出を余儀なくされる。このとき4つの出口が出現するが、そのうちの3つは偽物であり、それらを調べることで残された1つの出口から脱出できるようになる。
校舎内ではチョコレートバーやはさみなどをモチーフにしたアイテムが登場し、それらを利用することでゲームを有利に進めることができる。

## あらすじ
主人公の友人が地元の校舎で7冊のノートを忘れてしまうが、「eating practice（食事の練習）」に遅れて自分で取りに行くことができず、主人公にノートを取ってくるよう頼む。プレイヤーが校舎に着くと、頭の禿げたフレンドリーな教師バルディに迎えられる。ノートを見つける度に、バルディは緑の携帯用タブレットから簡単な算数の問題でプレイヤーにクイズを出題し（1冊ごとに3問）、すべての問題に正解すると主人公に報酬を与える。しかし、2つ目のノートにて正解不可能な支離滅裂な問題をプレイヤーに出題し、プレイヤーがその問題を間違えることで、陽気な表情を怒りの表情に変え、木製の定規を持って主人公を追いかけ始める。主人公は様々な障害を回避しながら、残されたノートを全て回収しなければならない。また、ゲーム内で出題される全ての問題に間違えて答えた場合、別エンディングとして本編クリア後にバルディのオフィスに行くことができる。オフィス内では歪んで静止しているバルディと、「手遅れになる前にゲームを破壊してほしい」と頼んでくる隠しキャラクターのFilename2に会うことができる。

## 登場人物
Baldi（バルディ）
本作の主人公。頭の禿げたスレンダーな男性教師。「Bald」は「禿げた」を意味する。
ゲーム開始と共にプレイヤーに明るく話しかけ、算数の問題に正解すると優しく褒めてくる。
だが、問題を1問でも間違えると豹変し、手のひらを定規で叩きながらプレイヤーを追いかけるようになる。追跡開始後は、プレイヤーが問題を間違える度に追跡スピードを上げる。
校長室にある説明文によると、聴覚に優れ、物音が発せられた時は音源の位置だけでなく誰が出しているかも分かるとのこと。
その影響か、バルディは常にプレイヤーがドアを開いた音で位置を把握する。
日本では一般的に「バルディ先生」と呼ばれることが多い。
Playtime（プレイタイム）
乱雑な落書きのような姿をした赤い服の女の子。
プレイヤーを見つけるとこちらがダッシュした時のスピードよりも速く追いかけ、捕まるとその場で強制的に縄跳びをさせてくる。縄跳びは5回連続で成功させる必要があり、一度でも失敗するとやり直しとなる。
しかし、はさみをモチーフにしたアイテム「Safety Scissors」を使うと、縄を切ることで強制的に縄跳びを中断できる。ただし、校長に見られると校長室に送られる。
廊下の端に密着することで、彼女を回避することもできる。校長室にある説明文によると、弱視であるにも関わらず常に遊び友達を探し回っているらしい。
「Playtime」とは学校の休み時間（遊び時間）を意味する。
Principal of the Thing（プリンシパル・オブ・ザ・シング）
ゲームの舞台となる学校の校長で、常に校内を見回っている。唯一リアルタッチな人間として描かれているのが特徴。本項では「校長」として表記する。
普段は口笛を吹きながら徘徊しているだけだが、プレイヤーが廊下を走ったり「BSODA」などのアイテムを使う場面を見ると即座に追いかけてくる。
捕まると瞬間的に校長室に送られ、一定時間拘束される。捕まるごとに拘束時間が長くなる。
校長室にはバルディをはじめとしたキャラクターの額縁が飾られており、それに加えてそれぞれの説明文が書かれている。これによれば、校長は校則を破る生徒に罰を与えることを生き甲斐としている。
「Principal of the Thing」は「物の道理」を意味する慣用句「The principle of the thing」のもじりである。
Beans (ビーンズ)
紫色の服を着用した風船ガムを飛ばしてくる男のキャラクター。近くにプレイヤーがいない時は、独り言を言って廊下を歩き回っているが、プレイヤーを見つけると「ねえ、これ見て！」や「プロの仕事ぶりを見てください！」などとプレイヤーに向かって発言するが、風船ガムを膨らませようとして、結局ガムを吐き出してしまい、飛ばしたに当たったプレイヤーまたはその他のキャラクターの移動速度が大幅に低下する。「グラップリング　フック」のアイテムで、飛ばしているガムを消すことができる。ガムに当たってしまった場合、ハサミを使ってガムを取り除くことができる。このキャラクターはBaldi’s Basics Plus,Baldi’s Basics Kickstarter Exclusive Demo,Baldi’s Basics Plus Remasteredのデモスタイルに登場する。
Gotta Sweep（ゴッタスウィープ）
緑色の巨大なほうき。ドスの効いた声が特徴。普段は小部屋に閉じこもっているが、一定時間が経過すると廊下を爆走し、プレイヤーを含め進路にいるキャラクターを押し流す。
状況を有利にも不利にもするキャラクターで、バルディから距離を置かれるもしくは詰められる可能性がある。
キャラクターと接触すると、「Gotta sweep sweep sweep!!」と大声で喋る。「Sweep」とは「掃く」を意味する。ボイスが重なる事もあり、音量が大きくなりやすい。
「Big Ol' Boots」を使う事で通り抜けることができる。
It's a Bully（イッツア・ブリー）
オレンジ色の服を着た大柄な姿の男子。セリフの語尾に強いエコーがかかるのが特徴。
「Bully」はそのまま「いじめっ子」を意味しており、実際に体の近くで「THIS IS A BULLY（これはいじめっ子）」という文が浮いている。
廊下を塞いでおり、プレイヤーの所持アイテムの中からどれか一つをランダムで奪うことで姿を消す。ただし、何も持っていない場合はいつまでも道を開けてくれない。
Gotta Sweepや1st Prizeによる押し流しを受けないが、校長に遭遇すると消える。
Arts and Crafters（アーツアンドクラフターズ）
逆さにした靴下のような物に目と口が付いたパペットの姿をした生徒。
他のキャラクターと比べても神出鬼没。普段は校内を徘徊しているだけで、接触してもどこかへワープして姿を消すので特に害はない。
しかし、ノートを7冊全て集めた状態で遭遇すると口を大きく開け、大きなノイズ音を発しながら猛スピードで接近してくる。
この時に接触するとプレイヤーはバルディの目の前にワープさせられる。
校長室にある説明文によると、恥ずかしがり屋で人目を避けている。その一方で、自分よりノートを持っている人間に嫉妬するとのこと。
名前の由来である「Arts and Crafts」は「美術と図工」を意味する。
1st Prize（ファーストプライズ）
ver1.3から追加された、配線などがむき出しになった見た目のロボット。
プレイヤーを見つけると、ゆっくりとこちらに振り返った後、壁などの障害物にぶつかるまでプレイヤーを押し流す。
プレイヤーとバルディとの距離に大きな影響を与えるなど、行動がGotta Sweepと似ているが、こちらはプレイヤーのみを押し流してくるほか、壁に流された後も密着してくるので、拘束から抜け出すのが難しい。
アイテム「Safty Scissors」を使われると、剥き出しになっている配線が切断されて故障し、その場をぐるぐると回る。
また、アイテム「Big Ol' Boots」を使うと無視して通ることもできる。
校長室にある説明文によると、科学コンテストに優勝した作品である。人をハグするのが大好きで、人を見かけたらダッシュで追いかけるが、曲がるのが遅いとのこと。
「1st Prize」とはコンテストなどの「優秀賞」「一等賞」を意味する。
Mrs.Pomp（ミセス・ポンプ）
＋αから追加された。赤い一足のハイヒールと口紅をしている金髪の女性の顔のキャラクター、女性教師。
彼女は生徒を見かけると接近し2分以内に自分のいる教室に向かうように言ってくる。
2分以内に教室にたどり着くと彼女は生徒を褒めるが2分以内向かわなかった場合彼女は教室からワープし廊下に出た生徒を捕まえ無理やり自分の教室に連れて行くと凄まじい速度で地面を踏み鳴らしながら怒り狂った変貌した姿で発狂したのち落ち着いて教室から出ていく。アイテムの「教員名札」を使うと出会っても素通りできる。
Chalkles.（チョークルス）
＋αから追加された。ランダムに教室の黒板に浮かび上がる落書きのようなキャラクター、その教室に滞在している生徒がいるとやがてはっきりと浮かび上がると黒板から飛び出し浮遊しながら教室の中で回りだす、この状態だと生徒は時間が切れないと教室からは出られない。更にその教室にbaldiが向かってくる。
Dr.reflex（ドクター・リフレックス）
＋αのアップデートにより追加された。自身の診療所を持つ医者、彼は生徒を見つけると雄叫びを上げながら接近し、捕まえると瞬時に出された○✕札の○の札をタッチする反射テストを開始する、もし生徒が破棄、または中断すると彼は全体が暗くオレンジ色になった姿になり、離れていく、しかし、その後生徒を探し視界に捉えられると肺の動きを確かめるハンマーを瞬時に叩きながら迫ってくる。
このハンマーは叩かれると身長が縮み、生徒はノートが回収できなくなる。また、baldiがこのハンマーに叩かれると身長が縮み追いついても攻撃ができない、この効果は一定時間すると切れる。
Bladder（ブラダー）
＋αから追加された。通常時では発見できない学校の壁の中にある一室に閉じ込められており、体系はbaldiと似ており、ピンク色の服、　物差しを持っている禿げた人、唯一のbaldiとの違いは服の色、鼻の形が違う、背景にある黒板には「「baldis` besics」の海賊版を作ったせいで俺はここに閉じ込められたんだ」となぐり書きをされていることから何者かにここに幽閉されたことがうかがえる。
NULL（ヌル）
赤いTシャツに青いジーンズを履いた髪と目だけの透明な人間、NULLと出会う方法は作中でノートの問題を全て間違えクリアするとbaldiのオフィスに行くことができ、中央にいびつな形のバルディ、背景の教卓の向こうに佇んでおり、ノイズ音で聞き取りにくいが、「手遅れになる前にこのゲームを破壊してほしい」と主人公に頼み込んでくる、因みにずっと会話を聞いていたらやがてタイトル画面に戻される。＋αでは全てのモード、全ての隠し要素をクリアすると特別に裏ボス戦にてボスとして登場、前半戦はこれまでの通りノートを回収し追ってくるNULLから逃げるということだがNULLが早すぎるため公式からチートができるが後半戦はできない、倒すと問題を全て回収したあとにもらえる壁に穴を開けれるアイテムを中央の教室の角に使うと隠し部屋に行けるがその際倒していなかったらbaldiと対面できずNULLが変わりに現れる。
Johnny（ジョニー）
＋αから追加。顔の上の部分を髪で隠し口だけ見えている。アイテム屋の店主、気さくに話しかけてくるが何も買わないで商品を見つめるだけや買おうとしてポイントが足りなかったりしたら眉をひそめ「学習してないみたいだね」や「それでは買えないよ」などと発言する。

## アイテム
BSODA
炭酸飲料。アイテムとして普通に置かれていることもあれば、自販機で「Quarter」と引き換えに購入も可能。
使うと中身の青い液体が正面に向かって噴出し、バルディを含む一部のキャラクターを押し流す。液体は、壁や障害物にぶつかると消える。
Playtimeに捕まっている時に使うと、彼女自体を押し流す事はできるが、縄跳びは継続される。また、It's a Bullyに向けて使っても効果は無い。
校長の視界内で使うと校長室に強制連行されてしまう。
Energy Flavored Zesty Bar
チョコレートバー。こちらもアイテムとして置かれている他、自販機で購入可能。
食べるとスタミナが全回復する上、しばらくスタミナを消費せず走れるようになる。
当初は校長の視界内で食べると強制連行されたが、ver1.3からはセーフとなった。（アップデートの記述によると、教育委員会が食事を許可したとのこと。）
Quarter
25セント硬貨。
最初のノートを回収する際に出題される問題に全問正解することで、Baldiからご褒美として貰うこともできる。(Baldi’s Basics Plusなどでは無効です)
校内にある自販機に使うことでBSODAやEnergy Flavored Zesty Barを購入可能。
また、校内にある巨大な携帯電話に使うと、後述の「Baldi's Least Favorite Tape」を使用した際と同じ効果を得られる。
Baldi's Least Favorite Tape
カセットテープ。校長室にあるテーププレーヤーにむけて使うと、音に敏感なバルディが苦手とする音を発してくれる。
ただし、バルディに校長室内で追われている時は効果がない。
Yellow Door Lock（Swinging Door Lock）
南京錠。黄色い扉に使うと施錠して封鎖することができ、バルディなどのキャラの通過を妨げてくれる。
Principal's Keys
鍵。校長室に拘留された時、ドアに対して使うと脱出できる。
ただしカウントダウンは継続し、カウントダウン中に校長に見つかると校長室に再び送られる上、拘束時間も加算される。
当初は単に「Keys」という名前だったが、ver1.1から現在の名前となった。
Safety Scissors
はさみ。ver1.3から追加。
1st Prizeに使えば配線を切断してその場で15秒間故障させることができる。
また、Playtimeに使えば縄を切って強制的に縄跳びを中断することができるが、この行為は校長からはいじめと判断され、見られた場合は校長室に送られる。
Alarm Clock
目覚まし時計。同じくver1.3から追加。
設置しても巨大な目覚まし時計が置かれるだけで何も起こらないが、30秒経つとアラームが鳴り響き、バルディをおびき寄せてくれる。
ただし、プレイヤーがバルディに見られてる状態でのアラームには効果がない。
WD-NoSquee
青と赤のツートンカラーのスプレー缶。同じくver1.3から追加。
教室の青いドアや教員部屋の茶色いドアに使用すると、ドアの開閉音がなくなるためバルディに気づかれない。
15秒で効果が消える。
目覚まし時計と同じく、バルディに見られてる状態では効果なし。
Big Ol' Boots
黒色の靴。
使うことで、1st PrizeやGotta Sweepを無視して通ることができる。
また、Gotta Sweepが待機している部屋で使うとプレイヤーの速度だけが通常に戻る。
15秒で効果が消える
Apple
赤いリンゴ。baldis besics＋αから追加。
通常は屋外カフェテリアの木にぶら下がっており追記のグラップリングフックを使って取ることができる。　　　　　　　　　　　baldiに捕まった際このアイテムを所持していると無くなるが代わりにbaldiがリンゴを食べている時は攻撃されないかつ、動かない。
Banana
黄色いバナナ。baldis besics＋αから追加。
アイテム入手前はバナナの見た目をしており入手後は投げたい方向に向かって使うとキャラクターが通過すると滑るバナナの皮が投げられる、通常はアイテムとして浮かんでいたり、入手できないがbaldis besicsの隠し部屋バルディのオフィスにて前述の「NULL」がいる教卓の上に乗っかっている。

## 開発とリリース
ゲームは当初、毎年恒例で開催されるMeta Game Jamのエントリーとして制作され、39件のレビューと0.548のスコアによって2位にランクインした。Game Developerとのインタビューでは、ゲームの開発者は1996年のゲーム『Sonic's Schoolhouse』から主にインスピレーションを受けていると語っている。ゲームはユーモア、難易度、シュールなゲームプレイで人気を得、さらにDanTDM、マークプライヤー、ジャックセプティックアイ、ピューディパイなどの人気のあるYouTuberがゲームで動画を作成し、人気を高めた。
開発者はゲームのKickstarterのキャンペーンを開始し、ゲームの完全版の早期アクセス試作版『Baldi's Basics Plus』を2020年6月12日にリリースすることを発表した。Kickstarterでは合計6万1375ドルを調達している。以降、新しいキャラクター、新しいアイテム、ミニゲーム、チャレンジモード、「field trips」などの追加コンテンツや、複数のレベルと手続き型生成を組み込んだ校舎の新しいレイアウトなどが追加された。。

## 評価
Kotakuのジータ・ジャクソンは、「『Baldi’s Basics』はそれほど深くはないけれど、悪いエデュテインメントゲームをからかうジョークへの取り組みと、ユーモアからホラーへの切り替えの良さの両方が気に入った。itch.ioでは無料だから、友達をいたずらするのも楽しいだろう。」と述べている。YouTubeで投稿されたマークプライヤーのゲーム実況の動画は、わずか24時間で120万回以上再生されている。